# Lakeside (Oregon)
Lakeside – miasto w Stanach Zjednoczonych, w stanie Oregon, w hrabstwie Coos.